# Massive Addictive
Massive Addictive è il terzo album in studio del supergruppo melodic metalcore svedese Amaranthe. Il disco è stato pubblicato in tutto il mondo il 21 ottobre 2014 dall'etichetta Spinefarm Records.

## Tracce
1. Dynamite – 3:14
2. Drop Dead Cynical – 3:17
3. Trinity – 3:11
4. Massive Addictive – 3:29
5. Digital World – 3:17
6. True – 3:30
7. Unreal – 3:36
8. Over and Done – 3:38
9. Danger Zone – 3:01
10. Skyline – 3:39
11. An Ordinary Abnormality – 3:28
12. Exhale – 3:43

Tracce bonus della Deluxe Edition
1. Trinity (Acoustic) – 3:20
2. True (Acoustic) – 3:23

## Formazione
- Jake E Berg - voce maschile
- Elize Ryd - voce femminile
- Henrik Englund - voce death
- Olof Mörck - chitarra, tastiere
- Johan Andreassen - basso
- Morten Løwe Sørensen - batteria

## Classifiche
| Classifica (2014) | Posizione massima |
| ----------------- | ----------------- |
| Belgio (Vallonia) | 194               |
| Finlandia         | 6                 |
| Germania          | 89                |
| Svezia            | 18                |
| Svizzera          | 53                |
| USA Billboard 200 | 150               |
| USA Hard Rock     | 3                 |
| USA Heatseekers   | 1                 |
| USA Independent   | 17                |
| USA Top Rock      | 25                |